# 幻魔大戦
『幻魔大戦』はSF作家平井和正と漫画家石森章太郎（いずみ・あすか名義）が共同原作し、石森章太郎が作画した漫画作品であり、幻魔大戦シリーズの第1作にして原典の作品である。
「幻魔大戦」はまた、作中で描かれる戦いの総称でもある。

## 概要
『週刊少年マガジン』（講談社）において1967年第18号から第52号に連載された。単行本は1968年に全2巻が秋田書店から刊行されている。1976年には講談社漫画文庫（講談社）全3巻が刊行されている。
超能力に目覚めた主人公が、宇宙的規模の敵・幻魔と闘わねばならない運命に直面し、世界中の超能力者を結集するために苦闘する姿が描かれた。しかし連載は、地球に急接近するドクロ模様の月と、その前に立ち尽くすかのように見える超能力者たちを描いた見開きの絵をもって、人類の敗北を暗示して終了する。
打ち切り理由は、「なにがなんだかわからない」という大勢の読者の反応のためという説と、石森章太郎と編集部との軋轢のためという説がある。また、石森プロダクションのサイトには、平井和正と石森章太郎という共同原作者の体制が破綻したと推測する記事もある。
なお、『少年マガジン』版の物語終盤にはジョン・ダンの詩『霊魂の進歩』が引用されている。

## あらすじ
プロローグ
旅客機の事故により海に落下するルーナは、フロイのテレパシーを受け取る。宇宙を破壊しようとする幻魔大王軍とそれに対抗する大連盟軍の闘いは、10数億年も続いており、多くの銀河が消滅している。地球から380万光年のかなたのフロイの属する銀河では、大連盟軍が壊滅しようとしていた。幻魔大王の魔力にはどのような超兵器も太刀打ちできず、残されたものは超能力者（エスパー）の力だけである。フロイはサイボーグ戦士ベガをテレポートで地球に送るので、超能力者を集め、戦う準備を進めてもらいたいと伝える。ルーナは海上でベガと出会い、超能力者を探し始める。同じ頃、幻魔は地球にも魔手を伸ばしていた。
丈の覚醒
ルーナとベガは丈の超能力を目覚めさせるため、心理攻撃を仕掛ける。丈は反撃して巨大な念動力（テレキネス）を使い、次の段階でも潜在能力の大きさが確認される。しかし、精神的に姉の庇護に隠れる丈を、ルーナは戦士としては認めない。ルーナとベガは次の超能力者のサンボを探しにニューヨークへ飛ぶ。
幻魔との闘い
サンボはすでに精神移動（テレポート）を使いこなし、仲間と略奪をしている最中にルーナとコンタクトするが、おれの知ったことかと言う。しかしサンボは幻魔サメディに襲われ、危ういところを丈とベガの連携に救われる。サメディは日本に向かい、丈たちも日本に移動する。丈の家で、幻魔はネズミを使って混乱を引き起こし、ミチ子は炎に包まれる。丈があわやというところで炎が幻魔を焼き、炎の中からミチ子がいつも丈を見守っていると語りかける。
ルーナの復活
超能力を失ったルーナは母国に帰る。丈は医者とその娘のナオミに救われ、砂幻魔により家ごと閉じ込められる。サンボとベガはフロイとルーナのテレパシーの協力により、丈とナオミを救出する。ルーナはより強力な超能力者として復活し、全世界にテレパシーのメッセージを送り、幻魔と戦う仲間を募る。
大地震と富士山噴火
幻魔により東京を大地震が襲い、富士山の噴火により火山弾が襲いかかる。丈とベガはなんとかそれを封じ込める。ルーナはフロイを見習うように言い、丈を単独で幻魔と対決するよう仕向ける。富士山麓で多くの生物が危機に瀕していることを見て、丈は地球という惑星の生命を守ろうと自覚する。丈は幻魔の地球司令官のシグと対決するが、全く歯が立たない。シグの魔法で石化した丈から、ミチ子の残留思念の炎が噴出し、シグを焼く。
丈の成長と結集
丈は襲い来る岩石に対して、人間ノヴァにより高熱を発し、一瞬で消し去る。丈は、フロイとルーナが丈の成長のため冷たい仕打ちをしたことを教えられる。大火龍との戦いでは、高熱を発する人間ノヴァから瞬時に超能力絶対零度に切り替え、凍り付かせる。丈は超一流の超能力者に成長する。フロイのバリアの中で丈は深い眠りに陥る。そのバリアの中に、うらぎり者の声とともに電撃が届きナオミは死亡する。シグは地球のエスパーがあまりにもひ弱であり、時間を与えるので仲間を集め、それから戦いを始めると伝える。多くのエスパーが結集するが、彼らが見たものはドクロ模様に変わった月であった。

## 主要登場人物
東 丈（）
高校生。多くのコンプレックスを抱え、鬱屈した日々を送っていたが、ルーナとベガにより強力な超能力に目覚め、幻魔との戦いに身を投じる。
使用できる超能力は当初はサイコキネシスと微弱なテレパシーだけだったが、終盤では高温の熱エネルギーを発する「ノヴァ」、周囲の熱エネルギーを自らの体に取り込む「絶対零度」の超能力も獲得した。

ルーナ
小国トランシルヴァニア王家の王女。プリンセス＝ルーナ、ルーナ姫などと呼ばれる。1948年生まれ。強力なテレパシー、予知能力、透視能力、催眠能力の持ち主。旅客機で飛行中に幻魔に抹殺されかかるがフロイに救われ、自身の使命に覚醒する。当初は育ちゆえにワガママで人種差別的なところがあり、丈やサンボと反目することもあったが、やがて真の慈愛に目覚めていく。
『新幻魔大戦』でも呼び名はルーナ。それ以外の幻魔大戦シリーズではルナと呼ばれる。

ベガ
異星のサイボーグ戦士。過去の幻魔との戦闘に敗れて屈辱の眠りについていたが、ルーナのテレパシーにより覚醒、地球で再び幻魔との戦いに挑む。全身に武器を内蔵している。アリエータという恋人がいた。

東ミチ子（）
丈の姉。丈を母親代わりに育ててきた。彼女も強力なエスパーであり、幻魔に殺された後も残留思念として丈を見守る。
他の幻魔大戦シリーズでは、三千子と呼ばれる。

サンボ
ニューヨークに住む黒人少年。テレポートやテレパシー能力を持ち、幼いながらギャングのボスとして君臨していた。幻魔に襲われて一度は逃げ出したが、戦士の誇りに目覚めて参戦する。
他の幻魔大戦シリーズでは、ソニー・リンクスと呼ばれる。

フロイ
ベガの戦友で、犬のような姿をした異星人。テレパシーでルーナを覚醒させ、さらに子犬の姿の101匹の息子達を地球に送って丈達を助けた。自らも幻魔との戦いのため地球に降り立つ。
他の幻魔大戦シリーズでは、宇宙意識体の呼び名。

レオナード・タイガー
通称ドク・タイガー。興奮すると虎の姿になる特異体質の持ち主。催眠、サイコキネシス、テレポート、四次元空間移動などの強力な能力をもつが、身勝手かつ利己的で超能力を自分の欲望に使う品性下劣な性格である。
他の幻魔大戦シリーズでは、レオナード・タイガーマンと呼ばれる。

トランシルバニアの超能力者達
プリンセス・ルーナが連れてきたトランシルバニアに住む超能力者達。凄まじい生命力の持ち主達で、体をバラバラにされても体の破片に土をかけるだけで再生できる。

ナオミ
エスパーの少女で、丈と同じくサイコキネシスの能力を持つ。シグの攻撃で石化した丈をサイコキネシス・マッサージで元に戻すなど、幼い少女とは思えないほど知識が豊か。実は幻魔のスパイで、丈に心を許したため裏切り者としてシグに瞬殺される。

サメディ
エスパー狩りを命じられ地球に現れた下級幻魔の一人。ニューヨークで警察署長のオライリーに憑依してサンボを捕らえ、巨大なエネルギー・ボールと化して街をパニックに陥れるが、丈やベガの活躍により敗北。その後周囲の人間達を引き寄せて融合させるという残虐行為を行って逃走し、後に東三千子を襲い絶命させるが、合体したゾンビーと共に三千子の能力により相打ちとなる。
他の幻魔大戦シリーズでは、ザメディと呼ばれる。

ゾンビー
サメディの相棒。三千子を襲うが、超能力に目覚めた彼女の逆襲に遭う。
他の幻魔大戦シリーズでは、ザンビと呼ばれる。

シグ
幻魔の地球侵攻の司令官。文明滅亡の悲壮美を好む芸術家を名乗る。丈を追い『幻魔大戦deepトルテック』に再登場する。

幻魔大王
大宇宙の破壊者。暗黒界の支配者。

## テーマソング
幻魔大戦
作詞 - 石森章太郎 / 作曲・編曲 - 川口真 / 歌 - ボニー・ジャックス（アルバム『少年マガジンマンガ大行進』所収、キングレコード）　

## 書誌情報
- 石森章太郎『幻魔大戦』秋田書店〈サンデーコミックス〉、全2巻。
  1. 1968年2月25日初版発行[9][10]。ISBN 4253061982
  2. 1968年6月20日初版発行[11][12]。ISBN 4253061990
- 平井和正、石森章太郎『幻魔大戦』講談社〈講談社漫画文庫〉、全3巻。
  1. 1976年12月発行[13]
  2. 1977年1月発行[14]
  3. 1977年2月発行[15]
- 平井和正、石ノ森章太郎『幻魔大戦』扶桑社〈扶桑社文庫〉、全2巻。
  1. 1996年2月発行。ISBN 4594019137
  2. 1996年3月発行。ISBN 459401934X
- 石森章太郎『幻魔大戦』角川書店〈石ノ森章太郎萬画大全集〉、全2巻。
  1. 2006年2月発行[16]
  2. 2006年2月発行[17]
- 平井和正、石ノ森章太郎『幻魔大戦』秋田書店〈秋田文庫〉、全1巻。2009年4月発行。ISBN 9784253171182
- 石ノ森章太郎『幻魔大戦』小学館〈My First BIG SPECIAL〉、全1巻。2011年7月発行。ISBN 9784091074218
- 石ノ森章太郎『幻魔大戦』復刊ドットコム〈オリジナル完全版〉、全2巻。
  1. 2019年3月発行[18]。ISBN 9784835456560
  2. 2019年5月発行[19]。ISBN 9784835456577